# 해외 레지옹
해외 레지옹(海外 레지옹, 프랑스어: Région d'outre-mer 레지옹 두트르메르[*])은 프랑스 본토 밖에 위치한 프랑스의 레지옹을 가리킨다. 프랑스는 과거 식민지 영토 확장 시대에 확보한 해외의 지역을 원래 데파르트망의 단위로 관리하다가 이들 지역들을 5개의 레지옹으로 나누어 자치 행정 구역으로 삼고 있다. 프랑스에는 현재 5개의 해외 레지옹(과들루프, 마르티니크, 프랑스령 기아나, 레위니옹, 마요트)이 있다.

## 같이 보기
- 프랑스의 행정 구역
- 프랑스의 해외 데파르트망과 해외 영토
- 해외 데파르트망
- 해외 집합체
- 프랑스의 해외 영토